# Liste der Botschafter der Vereinigten Staaten in Mexiko

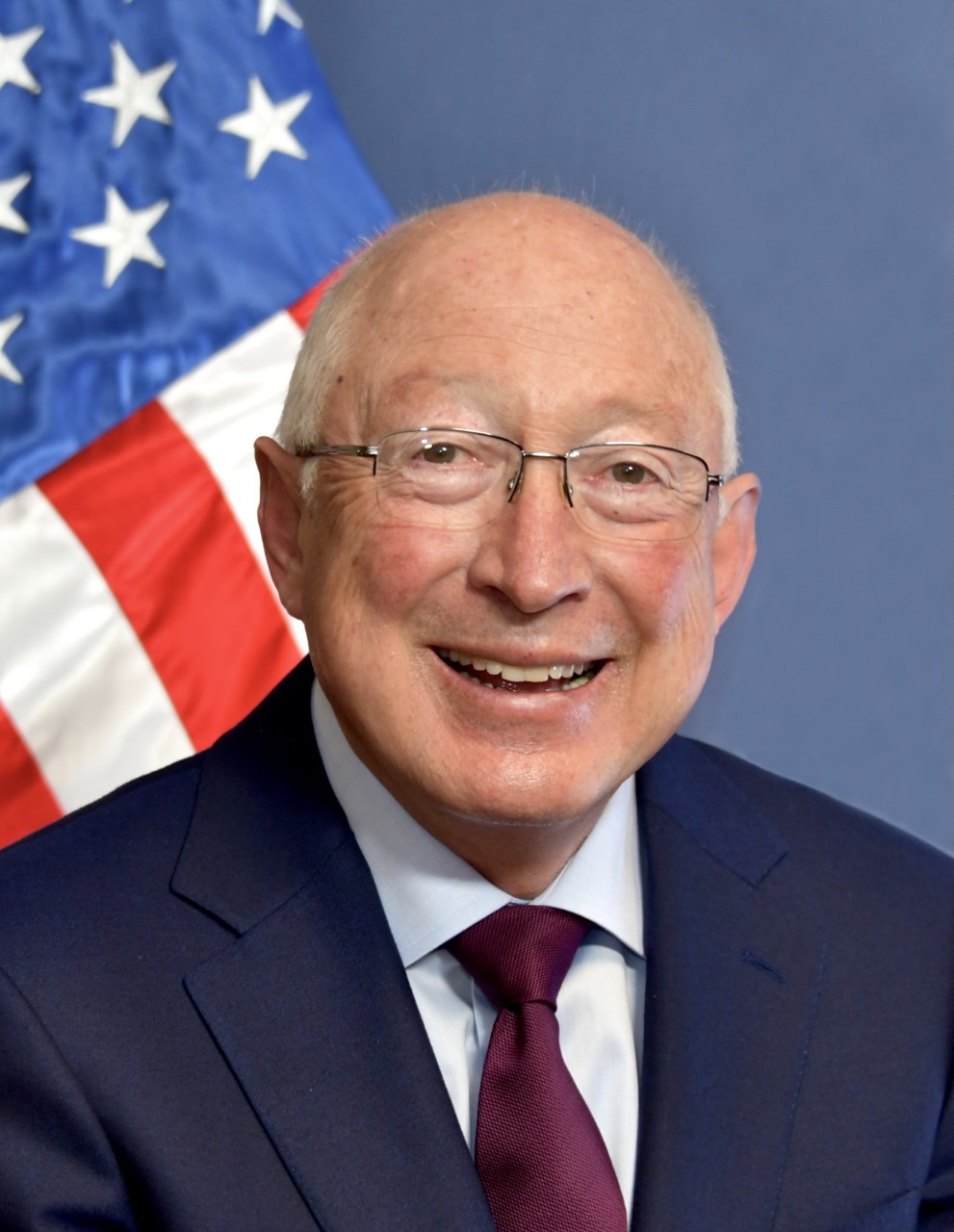
Ken Salazar, derzeitiger Botschafter in Mexiko

Der Botschafter der Vereinigten Staaten von Amerika in Mexiko ist der bevollmächtigte Botschafter (bis 1899 Gesandter) der Vereinigten Staaten von Amerika in Mexiko. Erster Gesandter war 1822 Joel Roberts Poinsett. Schon 1845 führte das Expansionsstreben der Vereinigten Staaten zu Konflikten um die Republik Texas, einem semiunabhängigen Staat innerhalb mexikanischer Staatsgrenzen, und zum Abbruch diplomatischer Beziehungen. Ein Jahr später brach der Mexikanisch-Amerikanische Krieg aus. Nach seinem Ende und der Unterzeichnung des Vertrags von Guadalupe Hidalgo 1848 wurden sie wieder aufgenommen. Von 1858 bis 1859 infolge von Übergriffen auf US-Bürger und von 1914 bis 1917 infolge der Besetzung von Veracruz 1914 wurden sie erneut abgebrochen.

## Botschafter
| Amtszeit  | Name                         | Bemerkungen                                                         |
| --------- | ---------------------------- | ------------------------------------------------------------------- |
| 1825–1829 | Joel Roberts Poinsett        |                                                                     |
| 1830–1835 | Anthony Butler               | Chargé d’Affaires                                                   |
| 1836      | Powhatan Ellis               | Chargé d’Affaires                                                   |
| 1839–1842 | Powhatan Ellis               |                                                                     |
| 1842–1844 | Waddy Thompson Jr.           |                                                                     |
| 1844–1845 | Wilson Shannon               | Diplomatische Beziehungen 1845 eingefroren                          |
| 1848–1849 | Nathan Clifford              | Diplomatische Beziehungen 1848 wieder aufgenommen                   |
| 1850–1852 | Robert Perkins Letcher       |                                                                     |
| 1852–1853 | Alfred Conkling              |                                                                     |
| 1853–1856 | James Gadsden                | Namensgeber des Gadsden-Kaufs                                       |
| 1856–1858 | John Forsyth                 | Diplomatische Beziehungen 1858 abgebrochen                          |
| 1859–1860 | Robert Milligan McLane       | Diplomatische Beziehungen 1859 wieder aufgenommen                   |
| 1861      | John B. Weller               |                                                                     |
| 1861–1864 | Thomas Corwin                |                                                                     |
| 1864–1866 | William Henry Corwin         | Chargé d’Affaires ad interim                                        |
| 1866–1867 | Marcus Otterbourg            | Chargé d’Affaires ad interim, ab 1867 Gesandter                     |
| 1868–1869 | William Starke Rosecrans     |                                                                     |
| 1869–1873 | Thomas Henry Nelson          |                                                                     |
| 1873–1880 | John Watson Foster           | Später Außenminister                                                |
| 1880–1885 | Philip Hicky Morgan          |                                                                     |
| 1885–1886 | Henry Rootes Jackson         |                                                                     |
| 1886–1887 | Thomas Courtland Manning     |                                                                     |
| 1888–1889 | Edward Stuyvesant Bragg      |                                                                     |
| 1889–1893 | Thomas Ryan                  |                                                                     |
| 1893–1894 | Isaac Pusey Gray             |                                                                     |
| 1895–1897 | Matthew Whitaker Ransom      |                                                                     |
| 1897–1905 | Powell Clayton               | ab 1899 Botschafter                                                 |
| 1905      | Edwin Hurd Conger            |                                                                     |
| 1906–1909 | David Eugene Thompson        |                                                                     |
| 1910–1913 | Henry Lane Wilson            |                                                                     |
| –1914     | Nelson O’Shaughnessy         | Chargé d’Affaires ad interim, diplomatische Beziehungen abgebrochen |
| 1917–1919 | Henry Prather Fletcher       |                                                                     |
| 1919–1924 | George Thomas Summerlin      | Chargé d’Affaires ad interim                                        |
| 1924      | Charles Beecher Warren       |                                                                     |
| 1924–1927 | James Rockwell Sheffield     |                                                                     |
| 1927–1930 | Dwight Whitney Morrow        |                                                                     |
| 1930–1933 | Joshua Reuben Clark Jr.      |                                                                     |
| 1933–1941 | Josephus Daniels Jr.         |                                                                     |
| 1942–1946 | George Strausser Messersmith |                                                                     |
| 1946–1950 | Walter Clarence Thurston     |                                                                     |
| 1950–1952 | William O’Dwyer              |                                                                     |
| 1953–1957 | Francis White                |                                                                     |
| 1957–1960 | Robert Charles Hill          |                                                                     |
| 1961–1963 | Thomas Clifton Mann          |                                                                     |
| 1964–1969 | Fulton Freeman               |                                                                     |
| 1969–1974 | Robert Henry McBride         |                                                                     |
| 1974–1977 | Joseph John Jova             |                                                                     |
| 1977–1979 | Patrick Joseph Lucey         |                                                                     |
| 1980–1981 | Julian Nava                  |                                                                     |
| 1981–1986 | John A. Gavin                |                                                                     |
| 1986–1989 | Charles J. Pilliod Jr.       |                                                                     |
| 1989–1993 | John Dimitri Negroponte      |                                                                     |
| 1993–1997 | James Robert Jones           |                                                                     |
| 1997–1998 | Charles H. Brayshaw          | Chargé d’Affaires ad interim                                        |
| 1998–2002 | Jeffrey S. Davidow           |                                                                     |
| 2002–2009 | Antonio O. Garza Jr.         |                                                                     |
| 2009–2011 | Carlos Pascual               |                                                                     |
| 2011–2015 | Earl Anthony Wayne           |                                                                     |
| 2016–2018 | Roberta S. Jacobson          |                                                                     |
| 2019–2021 | Christopher Landau           |                                                                     |
| 2021–     | Ken Salazar                  |                                                                     |